# کربی، آرکانزاس
کربی (به انگلیسی: Kirby) یک منطقهٔ مسکونی در ایالات متحده آمریکا است که در شهرستان پایک، آرکانزاس واقع شده‌است. کربی ۳۷٫۴۴ کیلومتر مربع مساحت و ۴۴۷ نفر جمعیت دارد و ۲۰۲٫۰۸ متر بالاتر از سطح دریا واقع شده‌است.